# Arnold Sundgaard
Arnold Olaf Sundgaard (* 31. Oktober 1909 in Saint Paul, Minnesota; † 22. Oktober 2006 in Dallas) war ein US-amerikanischer Librettist und Dramatiker.
Sundgaard studierte bis 1935 Anglistik an der University of Wisconsin und besuchte die Yale Drama School. Bekannt wurde mit dem Drama Spirochete über die Bekämpfung der Syphilis, das 1938 beim Chicago Federal Theater Project aufgeführt wurde. Später verfasste er etwa ein halbes Dutzend Stücke, die am Broadway aufgeführt wurden, darunter Of Love Remembered (unter Burgess Meredith).
Als Librettist und Liedtexter arbeitete Sundgaard u. a. mit Kurt Weill und Alec Wilder zusammen. Für Weill schrieb er das Libretto zu der Oper Down in the Valley, für Wilder u. a. den Liedtext How Loveley Is Christmas (für das Album Bing Crosby's White Christmas) und das Libretto zur Oper The Lowland Sea. Für Douglas Moore schrieb er das Libretto zur Oper Giants in the Earth nach Ole Edvart Rølvaag, für die Moore 1951 den Pulitzer-Preis für Musik erhielt.
In späteren Jahren verfasste Sundgaard Bilderbücher für Kinder, so The Lamb and the Butterfly mit dem Illustrator Eric Carle (1988) und The Bear Who Loved Puccini mit Dominic Catalano.